# Генное поколение
Генное поколение (англ. The Gene Generation) — биопанк-фильм режиссёра Пирри Тео, вышедший 27 сентября 2007 года.

## Сюжет
Футуристический город Олимпия. В корпорации «Хейден текнолоджиз» ученый по имени Кристиан создает устройство под названием транскодер, позволяющее рекомбинировать человеческие гены и поэтому ставшее лекарством от генетических болезней. Владелица корпорации Джозефин Хейден попыталась использовать его в качестве оружия, но её клетки мутировали, а в здании корпорации произошел взрыв, разнесший по городу образовавшийся вирус, вызывающий спонтанные генетические мутации. Город окружили защитной стеной, через которую пропускали только тех, кто прошел специальный тест на наличие мутации. В результате появился новый вид преступлений, называемый ДНК-хакерством: похищение чужой ДНК с целью выдачи за свою. Также можно заразить здорового человека изменённой ДНК.
Двадцать лет спустя. Мишель — киллер, специализируется на убийствах генных хакеров, надеется накопить денег на взятку охране городской стены и выехать вместе с братом в соседний город Деметрис. Её младший брат Джеки тратит её зарплату в казино, продолжая дело родителей-игроков. Однажды, в очередной раз задолжав гангстеру Рэнделлу, он вместе с другом Маусом решает ограбить эксцентричного соседа-изобретателя. Забрав некое устройство (транскодер), напоминающее браслет, они сбегают. При попытке надеть устройство на руку оно активируется и засовывает под кожу герою провода.
Тем временем Мишель встречается с наемниками Рэнделла, пришедшими к ним на дом за деньгами. Убив их, она берет с Джеки обещание, что он больше не будет играть. Вместе они идут к Рэнделлу и расплачиваются с ним.
Тем временем Хейден и её братья разыскивают Кристиана, сбежавшего после взрыва с транскодером. Только он способен все исправить — в частности, вернуть Джозефин первоначальный облик. При активации транскодера срабатывает встроенный пеленгатор, и Солемн Хейден, брат Джозефин, отправляется по следу. Кристиан, обнаруживший пропажу прибора, тоже пеленгует его и следует за соседями, у которых засек объект — Мишель и Джеки. Мишель «вырубает» его.
Джеки устраивается на работу в клуб. В первый же день его навещает Рэнделл, имеющий претензии к Мишель, убившей нескольких его охранников. Чтобы откупиться, Джеки отдает ему транскодер. Вечером, вернувшись домой, он встречает Солемна Хейдена, который предлагает ему сделку: возвращение транскодера за деньги. Взяв пистолет, Джеки возвращается к Рэнделлу и требует устройство обратно. Гангстер возвращает ему прибор, и Джеки выполняет условие сделки.
Утром к ним приходит Кристиан с пистолетом и требует транскодер. Успокоив его, Мишель расспрашивает о приборе. Изобретатель рассказывает правду. Мишель начинает испытывать симпатию к нему.
Утром она получает от своего агента Абрахама заказ на похищение Кристиана, но не выполняет его. В тот же вечер Рэнделл снова подкарауливает Джеки и избивает его, пока Мишель и Кристиан объясняются в любви. Гангстер звонит ей домой и требует её присутствия. Когда она приходит, её пытаются убить. Девушка убивает охранников, а Рэнделл, застрелив её, неожиданно покрывается змеевидными щупальцами и умирает. Прямо на улице Джеки подбирают Солемн и Абрахам Хейдены и доставляют в здание своей корпорации и требуют вернуть Кристиана. К руке ему прикрепляют транскодер. Тело Мишель забирает Кристиан и воскрешает её, усилив иммунную систему. Она отправляется в здание корпорации спасать брата, который в это время приходит домой к Кристиану, захватывает его в плен и приводит к Хейденам. Джозефин требует, чтобы он вылечил её, но он отказывается. На помощь приходит Мишель. Начинается драка, в которой гибнут Джеки и Хейдены. Кристиан начинает мутировать под действием транскодера, и Мишель вынуждена убить его. В финале она развеивает его пепел над городом.

## В ролях
- Бай Лин — Мишель
- Алек Ньюман — Кристиан
- Парри Шен — Джеки
- Фэй Данауэй — Джозефин Хейден
- Итан Кон — Маус
- Роберт Дэвид Холл — Абрахам Хейден
- Майкл Шамус Уайлз — Солемн Хейден
- Дэниел Сакапа — Рэнделл
- Гуги Гресс — бизнесмен, жертва ДНК-хакера в начале фильма
- Фабер Дювар — ДНК-хакер

## Факты
- Кристиан говорит, что последствия использования транскодера кем-то кроме создателя, могут быть непредсказуемыми. На самом деле в фильме они у всех одинаковые (вероятно, по финансовым причинам): тела обрастают змеевидными щупальцами.
- В самом начале фильма в «Хейден Текнолоджиз» с помощью транскодера лечат ребёнка по имени Джеки — брата Мишель. Доказательство — эпизод, в котором Мишель смотрит на фотографию родителей, показанных в эпизоде с лечением Джеки.
- Дирижабли с рекламой, летающие над городом, вероятно, являются отсылкой к фильму «Бегущий по лезвию».

## Релиз на DVD
27 января 2009 года фильм был выпущен на DVD в США, Канаде и Великобритании.